# George Lam

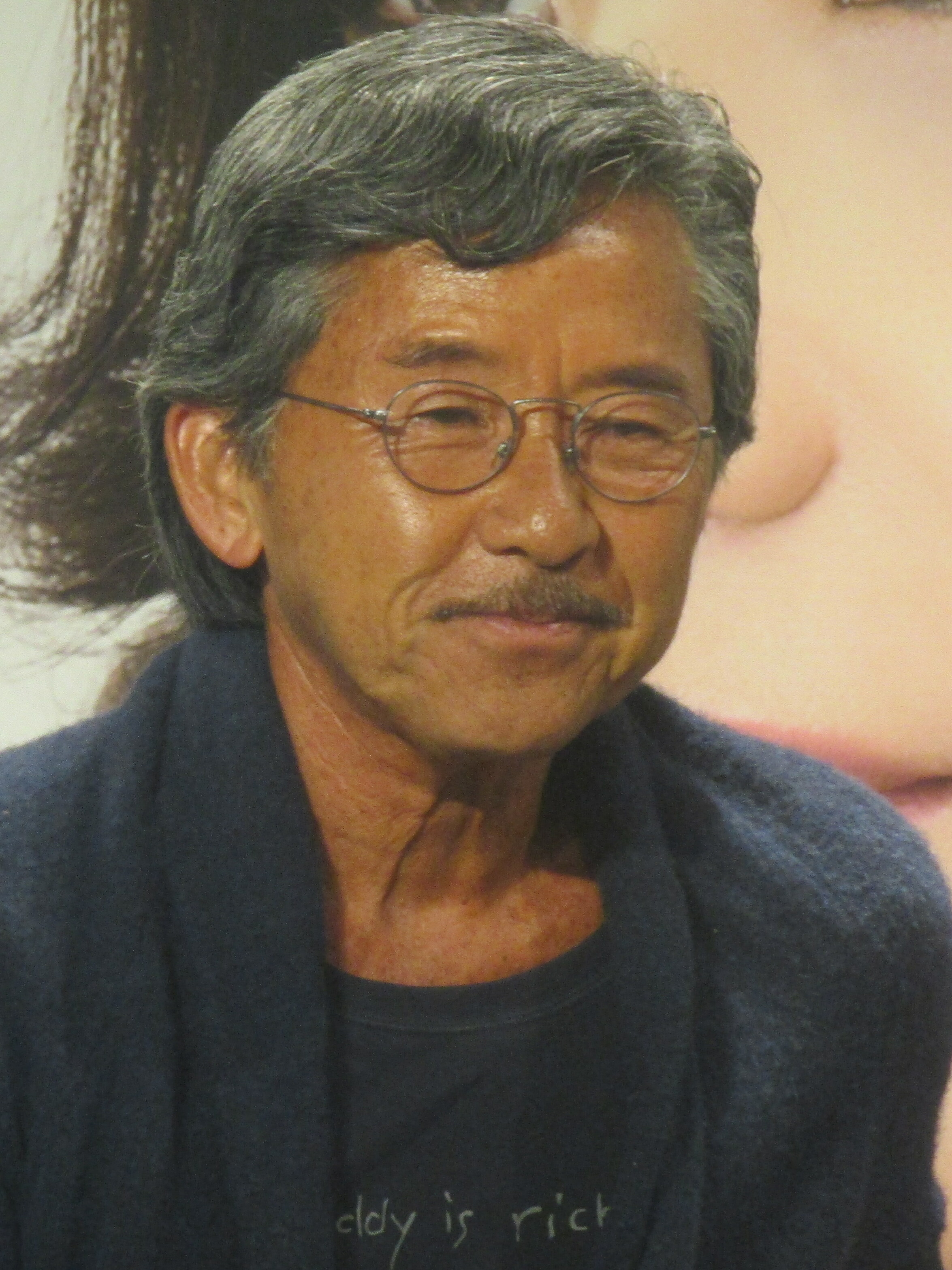
Lam 2016

George Lam Tse-cheung (chinesisch 林子祥, Pinyin Lín Zǐxiáng, Jyutping Lam4 Zi2coeng4, kantonesisch Lam Tse-cheung; * 12. Oktober 1947 im Britisch-Hongkong), der beruflich unter seinem Nachnamen Lam vor allem im englischsprachigen Raum bekannt ist, im chinesischen Raum aber unter Ah Lam (阿Lam), ist ein in Hongkong lebender erfahrener Cantopop-Sänger, Singer-Songwriter, Musikproduzent und Schauspieler. Weitere Genre´s die er unter anderem bedient sind Mandopop, English Pop, Blues, Funk, Folk und Jazz. Lam produziert die meisten seiner Alben selbst, schreibt viele seiner Lieder selbst, schreibt gelegentlich für andere Künstler und covert die Songs anderer. Er veröffentlichte seine Lieder unter anderem unter den Labels von Warner Music Group und EMI. Lam verfügt über ein breites Stimmspektrum und ist in der Lage, viele verschiedene Musikgenres zu interpretieren und aufzuführen. Er ist maßgeblich an der Planung und Gestaltung seiner Konzerte und seiner LP-/CD-Cover beteiligt. Er erfand den ersten Cantopop-Rap, „Ah Lam’s Diary“, und er leistete auch Pionierarbeit bei der Aneinanderreihung mehrerer Cantopop-Hits zu einem 10-minütigen Medley namens „10 Minutes 12 Inches“. Im Jahr 2019 verwob Lam seine Lieder zu einem Musical-ähnlichen Konzert, Lamusical.
Zusätzlich zu seiner Gesangskarriere spielte Lam auch in einigen TV-Dramen mit und spielte Hauptrollen in vielen Filmen. Sein Filmdebüt gab er 1978 in Luckies Trio. Seine wohl denkwürdigste Rolle war die eines japanischen Journalisten in Boat People (1982) unter der Regie von Ann Hui.
Er beherrscht zum Gesang hinzu die Instrumente Gitarre und Piano.

## Frühes Leben
Lam wurde am 12. Oktober 1947 in Hongkong als Sohn einer Ärztefamilie geboren, wobei sowohl sein Vater (ein Geburtshelfer aus Yuen Long) als auch sein Großvater väterlicherseits (ehemaliger CEO des Alice Ho Miu Ling Nethersole Hospital) Ärzte waren. Er besuchte die Tak Sun Primary School und danach als Internatsschüler die Diocesan Boys’ School, eine überwiegend englischsprachige Jungenschule. An letzterer entschied er sich, Französisch statt Chinesisch als Zweitsprache zu lernen.
Lam kam bereits in jungen Jahren mit der Musik zu Berührung. Sein Großvater nahm ihn oft in chinesische und westliche Filme mit, wodurch er Filmmusik kennen lernte. Darüber hinaus sang und tanzte seine Mutter gern, während sein Vater Klavier spielte und gerne Musik hörte. All diese Musik um ihn herum weckte sein Interesse an dieser Kunstform. Als Teenager begann er, gerne Musik im Radio zu hören und brachte sich selbst das Gitarrenspielen bei. Später lernte er noch Piano.
1965 verließ Lam Hongkong, um sein Studium im Vereinigten Königreich fortzusetzen. Dort besuchte er das Dover College (Er war dort Leamingtonianer) unter der Leitung von Timothy Cobb. Sein langjähriger Freund Ching Y. Wong, S.C. der ebenfalls auf der Diocesan Boys' School war, war dort ebenfalls anwesend. Während dieser Zeit und während seines anschließenden Aufenthalts in den Vereinigten Staaten erweiterte sich sein musikalischer Horizont durch die Auseinandersetzung mit einer Vielzahl von Musikgenres in diesen Ländern. Nach etwa einem Jahr wechselte er an die Barcote School of Coaching, um sich seinem Bruder Tony anzuschließen. Dort gründete er mit zwei Freunden eine Volksliedruppe, The Midnighters. Im Januar 2019 stattete Lam beiden Colleges einen Besuch ab.

## Karriere

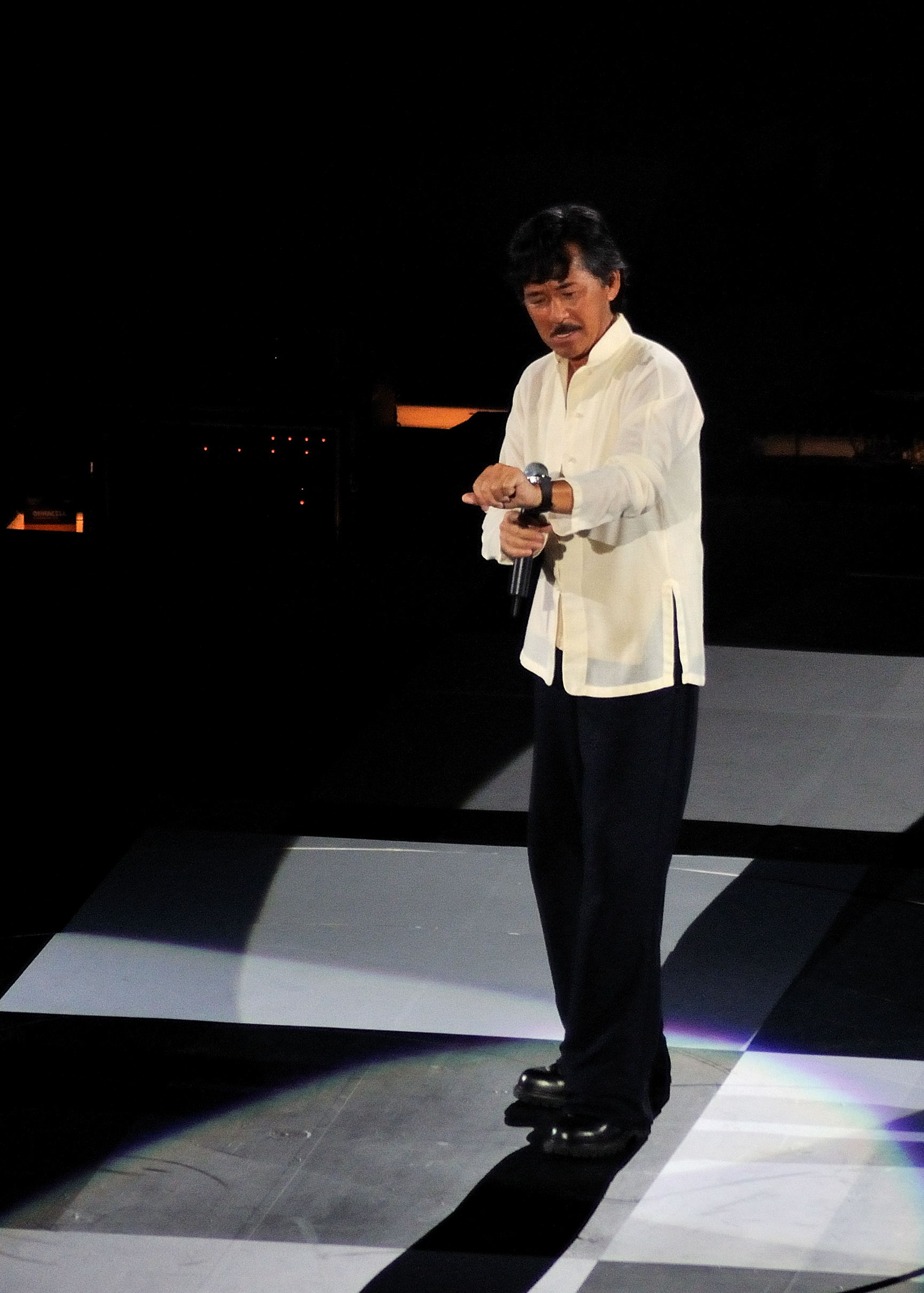
George Lams Auftritt 2009

Nach seinem Studium in Großbritannien arbeitete Lam dort einige Jahre, bevor er nach Kalifornien zog, wo er Tennistrainer war und in einer Börsenmaklerfirma arbeitete. Zu dieser Zeit begann er, eigene Lieder zu schreiben. Nicht lange danach kehrte er nach Hongkong zurück, um seine Musikkarriere zu starten.
Zunächst war Lam einer der Leadsänger einer Band namens „Jade“. 1976 veröffentlichte er sein erstes englisches Album „Lam“ als Solokünstler. Sein erstes kantonesisches Album erschien 1978. 1980 gewannen seine beiden Eigenkompositionen „In The Middle of The Water“ (在水中央) und „Need You Every Minute“ (分分鐘需要你》) die Top Ten Chinese Gold Songs Awards. In den 1980er Jahren hatte Lam 23 Songs, die die RTHK Chinese Pop Charts anführten. Damit war er der zweitbeste hinter Alan Tam, der 28 hatte.
Im Laufe der Jahre stellte er eine Vielzahl unterschiedlicher Liedstile in der Hongkonger Popmusikszene vor, wobei viele seiner eigenen Kompositionen und Cover zu Klassikern des Cantopop geworden sind. Um auszuwählen welche Songs er covern möchte, greift er auf eine Vielzahl von Quellen zurück, darunter Songs aus dem Vereinigten Königreich, den Vereinigten Staaten, Kontinentaleuropa, Russland, dem Nahen Osten, Lateinamerika, Japan und weitere. Die Lieder, die er für solche Cover auswählt, reichen von klassischer Musik, Liedern aus Musicals, hebräischen Volksliedern bis hin zu Funk und Rock ’n’ Roll. Seine eigenen Kompositionen und Cover umfassen ein sehr breites stilistisches Spektrum, von Country-Rock, Rhythmus and Blues, Rock and Roll, Funk, Jazz, Rap, chinesischen Melodien bis hin zu Tango und Bossa Nova. Lam moderierte auch einige TV-Musiksendungen, spielte in einigen TV-Dramen mit und spielte Hauptrollen in vielen Filmen.
Im Mai 2003 stürzte Lam versehentlich durch eine Bodenöffnung 2,5 Meter in die Tiefe, als er als Gast von seiner älteren Schwester Liza Wang auf der Bühne des Hong Kong Coliseum auftrat. Bei diesem Sturz verletzte er sich am rechten Ohr. Dadurch verlor er insbesondere im Hochtonbereich, einen Teil seines Gehörs und bekam einen Tinnitus. Danach konnte er Töne im Wesentlichen nur noch in Mono hören. Einige Monate nach seiner Verletzung veranstaltete er bewusst eine Reihe von Konzerten in Südchina, um sich an die Auftritte mit seinen neuen Hörproblemen zu gewöhnen. Innerhalb kurzer Zeit gelang es ihm, sich an die neue Begebenheit anzupassen und auf der Bühne wie gewohnt aufzutreten und so seine Karriere in vollem Umfang fortzusetzen.
In seiner mehr als vier Jahrzehnten andauernden Karriere hat nicht nur die Anerkennung und den Respekt seiner Kollegen wie Anita Mui, Leslie Cheung und Paula Tsui erlangt, sondern hat auch die Musikszene Hongkongs mitgeprägt. So wurden viele der heutigen Top-Sänger wie Eason Chan, Hacken Lee und Andy Lau von seiner Musik beeinflusst.
In Anerkennung seines Beitrags zur Musikszene wurde Lam mit zahlreichen Preisen ausgezeichnet, darunter dem Golden Needle Award im Jahr 1994, dem CASH Hall of Fame Award im Jahr 2003, dem J.S.G. Lifetime Achievement Award im Jahr 2015 und dem RTHK Hall of Fame Award im Jahr 2016.

## Privatleben
Lam heiratete Ng Ching Yuen im Jahr 1980. Gemeinsam haben sie einen Sohn, Alex Lam Tak Shun, der ebenfalls Sänger und Schauspieler ist, und eine Tochter April. Lam und Ng ließen sich 1994 scheiden. Am 17. Juli 1996 heiratete er die Sängerin und Schauspielerin Sally Yeh. Da Sally und Alex in Kanada aufgewachsen sind und weder Alex noch Sally Chinesisch lesen können, schreibt er Aussprachehilfen für sie.
Lam spielte früher gerne Tennis und wechselte zu Golf. Neben dem Komponieren von Liedern zeichnet Lam gerne, wobei er eine besondere Vorliebe für das Zeichnen von Labyrinthen hat. Im Jahr 2013 wurde ein von Lam gezeichnetes, kompliziertes Labyrinth-Kunstwerk in die Soutane eines Lalique-Kristallbuddhas eingraviert. Dies war das allererste Kooperationsprojekt, bei dem die französische Marke Lalique mit einem chinesischen Künstler zusammenarbeitete. Lam schneidert auch gerne und modifiziert oft selbst gekaufte Secondhandkleidung nach seinem eigenen Geschmack.

## Stimme und Klangfarbe
Lam verfügt über einen sehr breiten Tenorumfang. Seine höchsten Töne kann bei voller Stimme und Lautstärke F5, D#6 erreichen, statt sanftem Falsett. Sein tiefster Ton ist G2, zehn Noten unter dem mittleren C (C4).

## Diskographie
Kantonesische Alben:
- 各師各法 (1978)
- 抉擇 (1979)
- 摩登土佬 (1980)
- 一個人 (1980)
- 活色生香 (1981)
- 海市蜃樓 (1982)
- 愛情故事 (Julie 1983)
- 愛到發燒 (April 1984)
- 林子祥創作歌集 (Dezember 1984)
- 林子祥85特輯 (LAM '85) (April 1985)
- 十分十二吋 (12" Single) (August 1985)
- 誘惑 (Dezember 1985)
- 最愛 (Juni 1986)
- 千億個夜晚 (Januar 1987)
- 花街70號 (Julie 1987)
- 林子祥創作+歌集 (Januar 1988)
- 生命之曲 (Oktober 1988)
- 林子祥長青歌集 (November 1989)
- 十三子祥 (August 1990)
- 日落日出 (November 1990)
- 小說歌集 (August 1991)
- 最難忘的你 (März 1992)
- 祈望 (Dezember 1992)
- 林子祥'93創作歌集 (August 1993)
- 單手拍掌 (Dezember 1994)
- 緣是這樣 (Juli 1996)
- 好氣連祥 (September 1997)
- 現代人新曲+精選 (Oktober 1998)
- 只有林子祥 (2001)
- Until We Meet Again (2004)
- 佐治地球轉 (2007)
- Lamusique (2010)
- Lamusique Vintage (2011)
- LAMUSIC Original Classics (2014)
- 佐治地球40年 (2015)

Englische Alben:
- Lam (1976)
- Lam II (1977)
- Teresa Carpio & Lam (1978)
- Lessons (1990)
- When a Man Loves a Woman (1993)

Alben auf Mandarin:
- 這是你是真傷了我的心 (1991)
- 這樣愛過你 (1992)
- 決定 (1993)
- 感謝 (1995)
- 尋祥歌 (1998)

## Liste der Lieder, die George Lam für seine eigene Alben geschrieben hat
- 1977 Lam II – Boring Love (+ lyrics)、Up-Down (+ lyrics)
- 1978 各師各法 – 三個願望、確係愛得悶
- 1979 抉擇 – 點解娶老婆
- 1980 摩登土佬 – 分分鐘需要你、愛的美敦書、願愛得浪漫、廣告廣告
- 1980 一個人 – 在水中央、她的歌聲、執到寶、轉轉轉
- 1981 林子祥精選 – 愛的種子
- 1981 活色生香 – 活色生香、究竟天有幾高、再生人、沙漠小子、有句話、七月初七、走馬燈、可以不可以
- 1982 海市蜃樓 – 海市蜃樓、今天開始、幾段情歌
- 1983 愛情故事 – 小男人主義、懶舒服、熱血青年、阿喲心聲、巴黎街頭
- 1984 愛到發燒 – 邁步向前、我偷望你偷看、石像
- 1984 林子祥創作歌集 – 水仙情、師傅教落、紅日豐收、再見楊柳、跳躍太陽下、誰能明白我、心肝寶貝、追憶、床上的法國煙、此情可待、說聲珍重
- 1985 林子祥85特輯 (LAM ’85) – Moments (+ lyrics)、仍然記得嗰一次、零時十分、星光的背影
- 1985 誘惑 – 這一個夜、千枝針刺在心、為誰忙
- 1986 最愛 – Ah Lam日記 (schrieb die Texte auf Kantonesisch)、曾經、冷冰冰的形象、一個早上
- 1987 千億個夜晚 – 風雨故人來、單身女人、今生以後
- 1987 花街70號 – April (+ lyrics)、似曾相識
- 1988 林子祥創作+流行歌集 – 每夜唱不停、雨點、昨日街頭、幻覺、Talking About (+ lyrics)
- 1988 生命之曲 – 誰為你、真的漢子、三心一意、今晚可有空
- 1989 長青歌集 – 勝敗之間、矛盾
- 1990 十三子祥 – 似夢迷離、一咬O.K.
- 1990 日落日出 – 日落日出
- 1990 Lessons – Without The 2 Of Us、Tennis Nemesis、Sabbatical、He Said、Talking About、Lessons、April、Three Wishes、Boring Love、It's Only Goodbye (+ lyrics of all the songs)
- 1991 小說歌集 – 懷念這深深一吻、怎麼可以沒有你、原來沒有你是這樣
- 1991 這次你是真的傷了我的心 (Mandarin) – 不要笑我痴、當時年紀小、這次你是真的傷了我的心、戀愛無所不在、回首夢已遠
- 1992 我這樣愛過你 (Mandarin) – 夜、Three Wishes (+ lyrics)、聲聲問、願今宵永在夢裏
- 1992 祈望 – 祈望、一笑置之、急促的心跳、如風如煙
- 1992 最難忘的你 – 將心意盡訴、獨自暢飲、改變常改變、人海中一個你
- 1993 林子祥93創作歌集 – 交出一切、你心有我、終生伙伴、我的一生、歸向平淡、偶像、你令我找到自己、愛偏偏要別離、曾經滄海、舊居中的鋼琴、一團和氣
- 1993 決定 (Mandarin) – 那年冬天、注定多情、愛你到此為止
- 1994 單手拍掌 – 你是朋友、不可能沒有你、我走我路、今天的一切、單手拍掌、在這世界有你最好、無愧於心、小屋的風雨
- 1995 感謝 (Mandarin) – 回首來時路、情關、在水中央、無言的愛
- 1996 緣是這樣 – 十八變、我以你自豪、緣是這樣、快樂的真相、十分鐘意、有情天地、感激
- 1997 好氣連祥 – 擁抱、愛情、人間好漢、最遠偏偏最近、谷爆、知己
- 1998 現代人新曲+精選 – 現代人、百年之癢、簡簡單單、醉一半
- 1998 尋祥歌 (Mandarin) – 夜歸的男人、最愛的人不是我、貪戀、千言萬語都是愛、自在、傷口還在、為自己鼓掌、越愛越沉默、快樂歌、狂歡
- 2001 只有林子祥 – 只有夢長、萬里天風伴我飛、我好想、愛與被愛
- 2002 港樂 林子祥 – The Prayer (+ Zusammenarbeit 潘源良 an den Texten)
- 2004 Until We Meet Again – Until We Meet Again、美而廉、講笑、我們笑 (Mandarin)
- 2007 佐治地球轉 – 常在我心中、Angel、自由行、流離半世、林振祥、Through Your Eyes (+ lyrics)、前世、問天不應、很多很多、誰都可以( + Zusammenarbeit mit 潘源良 an den Texten)、腹語、我的秘密 (+ lyrics in Mandarin)
- 2011 Lamusique Vintage – Invincible ( + lyrics)
- 2014 LAMUSIC Original Classics – 衝上雲霄、Make My Day (+ lyrics)、小苹果、秘密花園
- 2014 單曲 – 東方傳奇 (東方足球隊會歌)
- 2015 單曲 – 粵唱越響 (跨粵流行嘅主題曲)

## Liste der Lieder, die George Lam für andere Künstler geschrieben hat
- 路家敏 小貓與我
- 杜麗莎 仍然記得個一次
- 林嘉寶 幸運兒
- 徐小鳳 星光的背影 、在水中央
- 陳百強 寵愛
- 梅艷芳 抱緊眼前人
- 葉蒨文 零時十分
- 葉蒨文 蒨意
- 葉蒨文 願意
- 葉蒨文 完全是你
- 側田 有火
- 張敬軒 相對論

## Konzerte in Hongkong
- 1976 《Teresa Carpio & George Lam Concert》
- 1981 《林子祥Show》
- 1983 《林子祥演唱會》
- 1985 《林子祥85演唱會》
- 1987 《林子祥演唱會》
- 1988 《LAM 88-89 LIVE》
- 1990 《特醇星徽林子祥90演唱會》
- 1992 《白花油林子祥有情演唱會》
- 1995 《林子祥寄廿載情演唱會95》95 Lam in Live
- 1998 《林子祥葉蒨文好氣連場98’》
- 2001 《最愛接觸林子祥演唱會》 Live Contact Lam 2001
- 2001 01《年拉闊壓軸 林子祥&陳奕迅音樂會》
- 2002 《港樂·林子祥HKPO & Lam Live》
- 2005 《子有祥情林子祥演唱會》 "Always" Lam in Concert
- 2007 《仍然最愛林子祥杜麗莎演唱會》Teresa & Lam Live at the HK Coliseum 2007
- 2009 《十分十二子祥演唱會》Lam@Coliseum
- 2010 《Lam Made in Love 音樂會》
- 2011 《Vintage Lamusic Concert》
- 2011 《Music is Love George Lam x Hacken Lee》 《林子祥x李克勤 拉闊音樂會2011》
- 2013 《絕對熹祥 – A Mix & Match Concert with 林子祥 & 趙增熹》
- 2016 《林子祥佐治地球四十年演唱會》George Lam 40th Anniversary Concert – Hong Kong
- 2019 《林子祥 Lamusical 2019 演唱會》Lamusical2019

## Filmographie
(Schauspieler, sofern nicht anders angegeben)
| Jahr | titel                                        | Auszeichnung                                                 |
| ---- | -------------------------------------------- | ------------------------------------------------------------ |
| 1978 | Luckies Trio 《各師各法》                    |                                                              |
| 1979 | Money Trip 《懵女，大賊，傻偵探》            |                                                              |
| 1979 | The Secret 《瘋劫》                          |                                                              |
| 1980 | Disco Bumpkins 《摩登土佬》                  |                                                              |
| 1980 | Pembunahan Pursuit 《糊塗英雄》              |                                                              |
| 1981 | All the Wrong Clues 《鬼馬智多星》           |                                                              |
| 1981 | Life After Life 《再生人》                   |                                                              |
| 1982 | Mad Mission 《最佳拍檔》                     |                                                              |
| 1982 | It Takes Two 《難兄難弟》                    |                                                              |
| 1982 | Boat People 《投奔怒海》                     | Nominiert – Hong Kong Film Award for Best Actor              |
| 1983 | All the Wrong Spies 《我愛夜來香》           | Nominiert – Hong Kong Film Award for Best Original Film Song |
| 1984 | Banana Cop 《英倫琵琶》                      |                                                              |
| 1984 | The Owl vs Bombo 《貓頭鷹與小飛象》          | Nominiert – Hong Kong Film Award for Best Original Film Song |
| 1985 | Kung Hei Fat Choy 《恭喜發財》               |                                                              |
| 1985 | Powerman 2 《夏日福星》                      |                                                              |
| 1985 | It's a Drink, It's a Bomb 《聖誕奇遇結良緣》 |                                                              |
| 1985 | Lost Romance                                 | Nominiert – Hong Kong Film Award for Best Original Film Song |
| 1986 | Passion 《最愛》                             | Gewonnen – Hong Kong Film Award for Best Original Film Song  |
| 1987 | Easy Money 《通天大盜》                      |                                                              |
| 1988 | Heart to Hearts 《三人世界》                 |                                                              |
| 1988 | Starry is the Night 《今夜星光燦爛》         | Nominiert – Hong Kong Film Award for Best Original Film Song |
| 1989 | Perfect Match 《最佳男朋友》                 |                                                              |
| 1989 | Heart into Hearts 《三人新世界》             |                                                              |
| 1990 | A Bite of Love 《一咬OK》                    |                                                              |
| 1990 | Shanghai Shanghai 《亂世兒女》               |                                                              |
| 1991 | The Banquet 《豪門夜宴》                     |                                                              |
| 1991 | The Perfect Match 《富貴吉祥》               |                                                              |
| 1992 | Heart Against Hearts 《三人做世界》          |                                                              |
| 1993 | Perfect Couples 《皆大歡喜》                 |                                                              |
| 1997 | A Queer Story 《基佬四十》                   |                                                              |
| 1997 | Up for the Rising Sun 《擁抱朝陽》           |                                                              |
| 2003 | Love Under the Sun                           |                                                              |
| 2004 | Six Strong Guys 《六壯士》                   |                                                              |
| 2006 | Love at First Note 《戀愛初歌》              |                                                              |
| 2007 | The Pye-Dog                                  | Nominiert – Hong Kong Film Award for Best Original Film Song |
| 2007 | Wonder Women                                 |                                                              |
| 2009 | Look for a Star 《游龍戲鳳》                 |                                                              |
| 2011 | Hi, Fidelity 《出軌的女人》                  |                                                              |
| 2018 | Europe Raiders                               |                                                              |
| 2021 | Singing With Legends 《我们的歌3》           |                                                              |